# Kloster Santa Maria di Palazzolo
Kloster Santa Maria di Palazzolo (Palatiolum) ist eine ehemalige Zisterzienserabtei in der heutigen Region Latium, Italien. Es lag in der Gemeinde Albano Laziale in der Metropolitanstadt Rom.

## Geschichte

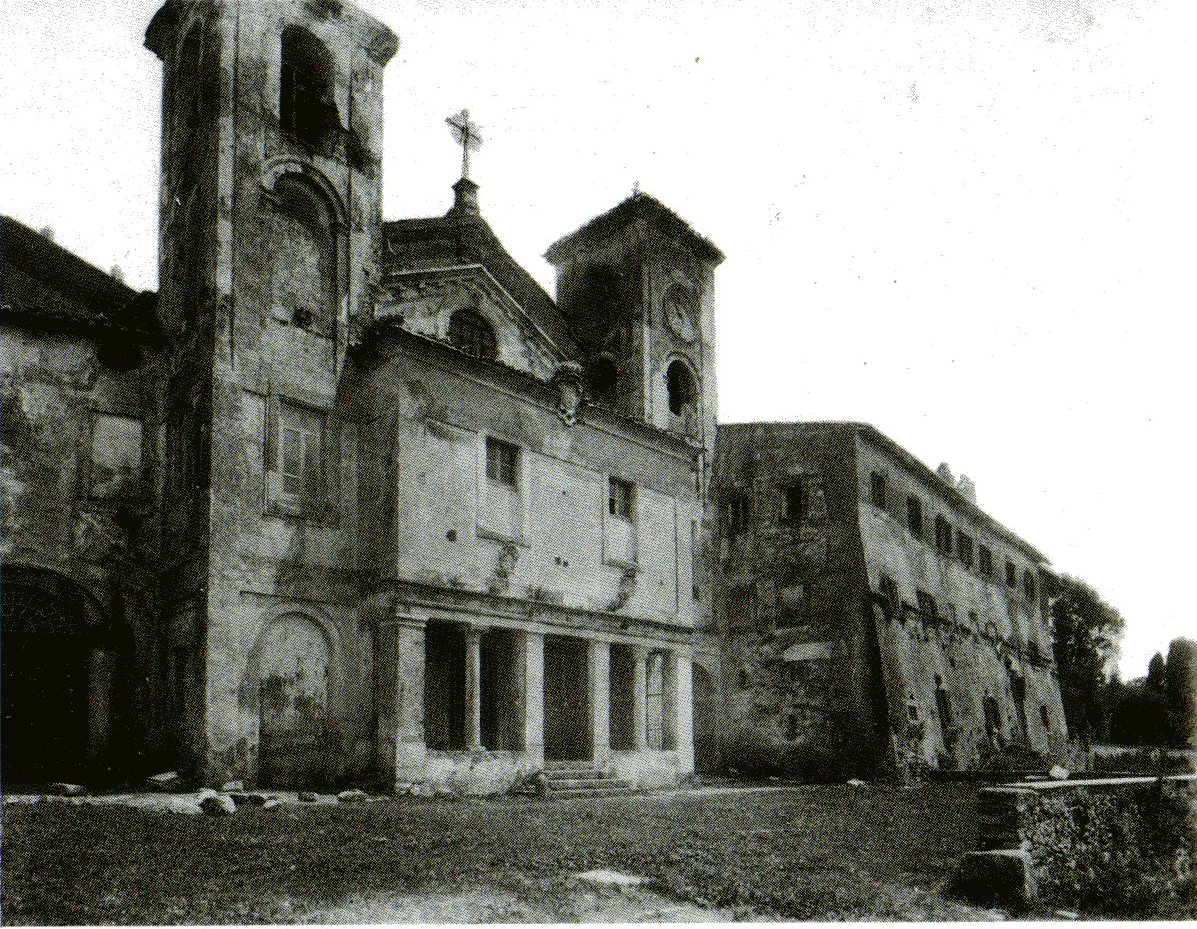
Historische Ansicht der Klosterkirche (um 1915), noch mit den beiden Türmen

Unterhalb des Monte Cavo am Albaner See lag eine Kirche, die dem Kloster S. Saba auf dem kleinen Aventin in Rom gehörte. Diese Kirche soll der Abt von S. Saba 1204 einem Prior Sixtus und einigen Eremiten überlassen haben. Papst Honorius III. verpflichtete die Gemeinschaft 1220 zur Annahme der Augustinerregel. 1237 wurde der Konvent an Kloster Tre Fontane angeschlossen, dessen Abt es zunächst unmittelbar unterstand. 1244 wurde es zur selbstständigen Zisterzienserabtei erhoben. Damit gehörte es der Filiation der Primarabtei Clairvaux an. Das Kloster litt zunächst unter dem abendländischen Schisma und dann unter der Kommende und am Ende des 14. Jahrhunderts (wohl 1398) zogen sich die Zisterzienser ganz aus dem Kloster zurück. Der Abtstitel war allerdings noch 1548 an einen Mönch von Kloster Catacumbas vergeben. Papst Bonifatius IX. übergab das Kloster den Kartäusern von Santa Croce in Gerusalemme, die ein Ausweichquartier aus dem im Sommer malariaverseuchten Rom benötigten. Von den Kartäusern gelangte das Kloster 1458 an die Minoriten. Zu Beginn des 17. Jahrhunderts wurde es wiederhergestellt. Ein portugiesischer Mönch mit Namen Jose Maria de Fonseca finanzierte einen Umbau der Kirche, dabei wurde die Fassade verändert und es wurden zwei Glockentürme hinzugefügt. Diese sind inzwischen nicht mehr vorhanden. Nach der Besetzung durch die Truppen Napoleons wurden im Jahr 1810 Teile des Besitzes verkauft, darunter die Orgel der Kirche. Nunmehr befindet es sich im Besitz des Collegio Inglese von Rom.

### Archäologie
Im Bereich des Klosters gibt es Baureste einer römischen Villa. Unmittelbar in der Nähe befindet sich ein römisches Felsengrab mit einer verzierten Fassade.

## Anlage und Bauten
Die kleine, einschiffige Kirche aus dem 14. Jahrhundert mit Rechteckchor und einem klassizistischen Portikus und Klostergebäude haben sich erhalten.